# Богоявленская волость (Великоустюжский уезд)
Богоявле́нская во́лость — волость в составе Великоустюжского уезда Северо-Двинcкой губернии РСФСР (в 1918—1924 годах), Вологодской губернии (1796—1918), Великоустюжской области Вологодского наместничества (1780—1796), Устюжской провинции (1719—1775), Архангелогородской губернии (1715—1719). Волостной центр — Городищенско-Богоявленский погост.
В настоящее время территория Богоявленской волости относится к Нюксенскому району.

## Состав волости
На 1893 год входила в I стан Вологодской губернии.
По данным на 1913 год входили 56 населённых пунктов
- Алешкинская
- Ананьинская
- Березова
- Богоявленский Погост (Городищенско-Богоявленский Погост) — волостной центр
- Борок
- Брызгалова (ныне Брызгалово)
- Быкова (ныне Быково)
- Быковский Ручей
- Великий Двор
- Веселкова
- Выставка
- Гари
- Горка
- Григорьевская = Григорово
- Губинская
- Дворище
- Дор
- Дресвянка
- Жар
- Жужгова (ныне — Жужгово)
- Заглубоцкая
- Ивановская
- Казакова (ныне Казаково)
- Каменное
- Киселева
- Климшино
- Кобылов Наволок
- Козлевская
- Козлова (ныне Козлово)
- Костаревская
- Крутой Ручей
- Кузнецовская
- Левкова (ныне Левково)
- Леоновская
- Лопатина
- Лукина
- Ляменское
- Макарьина
- Маклакова
- Матвеевская
- Микшина
- Паровская
- Плешкинская
- Пожарище
- Сарафановская
- Святица
- Сельменьга
- Семеновская
- Слобода
- Слободка
- Софроновская
- Сырощапова (ныне — Сырощапово)
- Тимошинская
- Федьковская
- Чернецова (ныне — Чернецово)
- Юшкова (ныне — Юшково)